# ماساهيرو ناكانيشي
ماساهيرو ناكانيشي (باليابانية: 中西 雅裕) (مواليد 25 مايو 1978)، هو لاعب كرة قدم سابق كان يلعب كمدافعمهاجم.